# Hvidkilde (Sydslesvig)
Hvidkilde (dansk) eller Wittkiel (tysk) er en landsby beliggende vest for byen Kappel i Angel i det østlige Sydslesvig. Administrativt hører landsbyen under Stoltebøl kommune i Slesvig-Flensborg kreds i den nordtyske delstat Slesvig-Holsten. I kirkelig henseende hører Hvidkilde under Tøstrup Sogn. Sognet lå dels under Slis Herred (Gottorp Amt) og dels under Kappel Herred, da Slesvig var dansk indtil 1864. 
Hvidkilde er første gang nævnt 1357. Forleddet Hvid- henføres enten til farven hvid eller til ved (gl.da. with, oldn. viðr) i betydning skov. Hvidkilde beskriver altså enten en hvid kilde eller en vandkilde i skoven. Nord for byen ligger den ca. 130 ha stor Drølt Skov.
Hvidkilde var en selvstændig kommune indtil 1970, hvor landsbyen blev lagt sammen med Stoltebøl. Den forhenværnede kommune havde 1970 169 indbyggere og rådede over et areal på 241 ha. Med under Hvidkilde regnes bebyggelserne Ellemose (Ellermoos), Havregaardsvang (Habergaardwang), Hvidkildegaard (Wittkielhof), Stenneshøj (Stenneshöh), kådene Kikud (Kiekut) og Kragehøj (Kraghöh), godset Drølt (Drült) samt dele af Fuglsangmark, Sveltholm (Schweltholm) og Sønderskov (Sünnerschau). I den danske tid hørte to gårde og fem kåd i landsbyen  under Runtoft gods  (Kappel Herred), resten under Slis Herred. 1864 nævnes her teglværk, kalkbrænderi og en kro. Kroen lukkede i 1972. 